# Donald crève
Série Donald Duck
Pour plus de détails, voir Fiche technique et Distribution.
Donald crève (titre original : Donald's Tire Trouble) est un dessin animé de la série des Donald Duck produit par Walt Disney Productions et distribué par RKO Radio Pictures et Buena Vista Pictures sorti le 29 janvier 1943.

## Synopsis
Au volant de sa voiture Donald roule comme diable et finit par avoir une crevaison.

## Fiche technique
- Titre original : Donald's Tire Trouble
- Titre français : Donald crève
- Série : Donald Duck
- Réalisateur : Dick Lundy
- Producteur : Walt Disney
- Voix : Clarence Nash (Donald)
- Société de production : Walt Disney Productions
- Distributeur : RKO Radio Pictures et Buena Vista Pictures
- Format d'image : couleur (Technicolor)
- Son : Mono (RCA Photophone)
- Durée : 8 min
- Langue : (en)
- Pays de production :  États-Unis
- Date de sortie : 29 janvier 1943

## Voix françaises
- Sylvain Caruso : Donald Duck

## Titre en différentes langues
D'après IMDb :
- Argentine : El Problema del neumático de Donald
- Danemark : Anders And skifter hjul
- Suède : Kalle Anka får punktering